# James Balfour

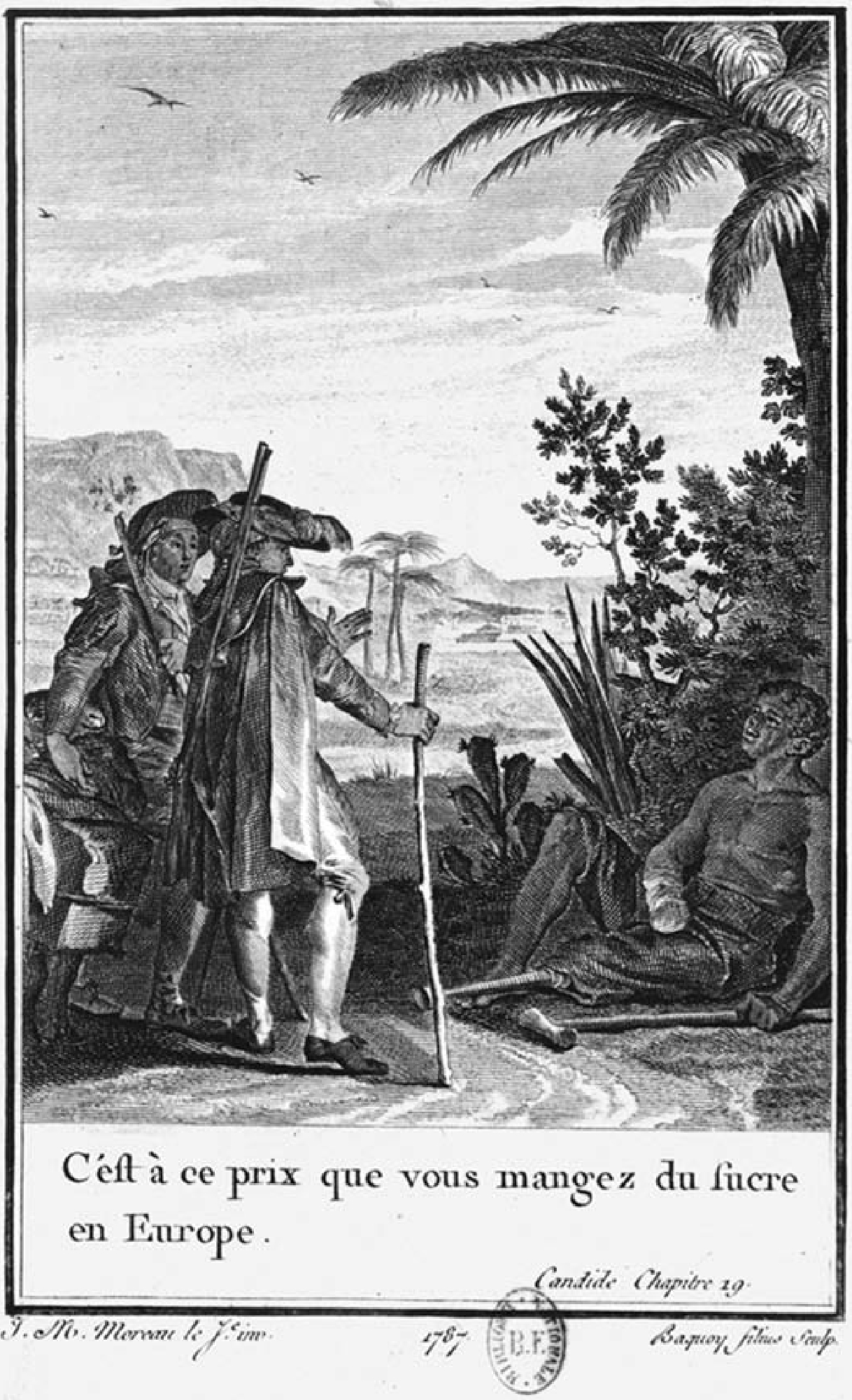
"C'est à ce prix que vous mangez du sucre en Europe"; deze zin wordt gezegd door de slaaf in de tekst. De "neger" heeft een afgehakte hand omdat zijn vinger tussen de molenstenen is gekomen en zijn been is verwijderd omdat hij probeerde weg te lopen. Uit: Voltaire's Candide, afbeelding M. Sucre, 1787

James Balfour (1777-1841) was een Schotse dokter in Nederlands-Guiana die diverse plantages verwierf in Suriname en daarmee schatrijk werd. Meest bekend is de suikerrietplantage Waterloo, waar Balfour tot zijn dood verbleef.

## Berbice
James Balfour werd geboren in 1777 te Dalgetty, Fife (Schotland). Hij was de zoon van David Balfour en Janet Braid. Balfour was als arts werkzaam in Berbice en Demerary, het huidige Guyana. Balfour paste in zijn praktijk met succes electroshocks toe in de behandeling van reumatiek. 
In 1817 was Balfour betrokken bij een incident in de missiekapel van Nieuw-Amsterdam, de hoofdstad van Berbice. In de kapel werd onderwijs aan slaven gegeven, iets wat controversieel was. Een houten plank is in de kapel gegooid, wat leidde tot een officieel onderzoek naar 'verstoring van de kerkelijke eredienst'. Balfour was hierbij aanwezig én de daders hebben hem naar zijn huis begeleid.

## Nickerie
In 1821 werd Balfour eigenaar van aantal plantages in het district Nickerie (Suriname), grenzend aan Berbice. Het betreft de katoenplantages Forgue en Providence en de suikerrietplantages Waterloo en Hazard. Hij kocht ook de houtplantage Berlijn aan de Parakreek (district Para), waarschijnlijk met de bedoeling om de 200 slaven naar zijn plantages in Nickerie te kunnen verplaatsen. Dit leidde echter tot veel weerstand bij de slavenmacht. Zijn broer Thomas was op de houtgond als administrateur aangesteld. In 1824 vermoordde Thomas, tegen de achtergrond van ongeregeldheden en spanningen, een vrouwelijke slaaf. Hij werd daarvoor door het gouvernement verbannen uit de Nederlandse kolonie.

## Vreemd en rijk
Tijdgenoot August Kappler, een Duitse militair in Nickerie, beschreef James Balfour als 'een vreemde man die grenzeloos rijk was en altijd meer wilde'. Balfour woonde op plantage Waterloo o.a. met zijn dochter Herriet, bijgenaamd Premiere, die hij met een slavin verwekt had. Kort voor zijn overlijden vraagt Balfour haar manumissie aan - en zij werd op 4 augustus 1841 op de naam Herriet Schoonebeek gemanumitteerd. Op haar verzoek werd door het koloniaal bestuur in december 1841 toegestaan om voortaan de familienaam Balfour te dragen. 
James Balfour was zo succesvol met zijn hout-, koffie-, katoen- en suikerondernemingen dat hij voldoende kapitaalkrachtig was om de aanschaf van stoommachines te financieren voor de plantage Waterloo. Volgens Van Stripriaan liet hij bij zijn overlijden een kapitaal na van minstens f 312.000,-. Daarnaast bestond zijn erfenis uit 845 slaven en onroerend goed met een gezamenlijke waarde van f 646.226,-.
Bij Balfours begrafenis was er een groot feest rondom zijn doodskist, waarbij alle invloedrijke mensen in Nickerie uitgenodigd waren. Daarna werd hij bijgezet in een stenen tombe tussen de suikermolen en de slavenhuizen. Tot 1935 is deze tombe elk jaar ceremonieel geopend en schoongemaakt, waarbij het gebalsemde lichaam van de eerste plantage-eigenaar, liggend in een soort koperen hangmat, aanschouwd kon worden.

## Erfgenamen
Balfour's zus Helen was getrouwd met de wever Robert Kirke. Hun oudste zoon - ook Robert Kirke genaamd, Balfour's neefje dus - erfde 41/48e deel van zijn Surinaamse bezittingen. 
Deze Robert Kirke (1815-1894) en zijn jongere broer David Kirke (1819-1850) waren in het jaar van James' overlijden al naar Suriname gekomen. David trouwde met James Balfour's 'mulattin' dochter Herriet. Het paar kreeg in Suriname drie zonen, die alle drie jong zijn gestorven. 
Een jaar na het overlijden van James Balfour kwam zijn broer David Balfour (1791-1850) vanuit Schotland naar Suriname en heeft nog enige tijd op Waterloo gewerkt. Bij zijn dood nam Robert Kirke oom David's bezittingen over en werd een van de rijkste plantage-eigenaren van Suriname. Waterloo werd in zijn tijd gezien als de modernste suikerplantage in de kolonie. De Nickerie Sugar Estate Company Ltd bleef overeind tot 1935.
Noot: James Balfour heeft géén relatie met het Nederlandse adellijke geslacht Balfour van Burleigh. 

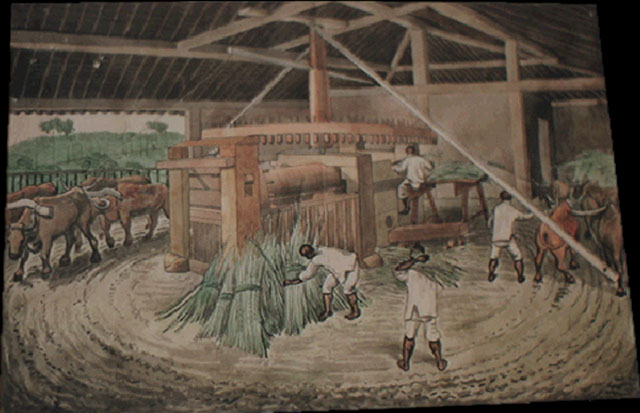
Een suikermolen met ossen, 1840
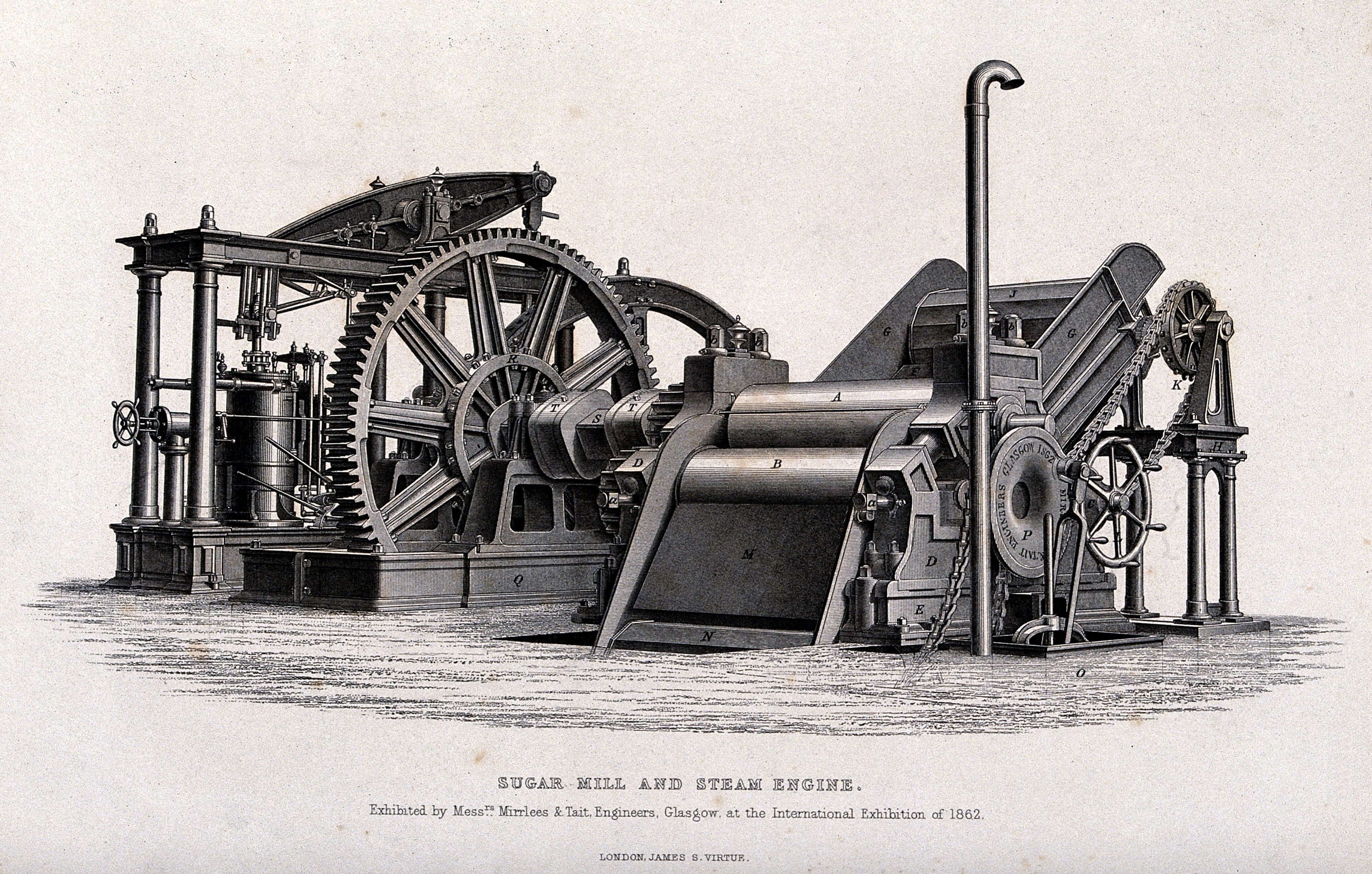
Een suikermolen op stoomkracht, 1862
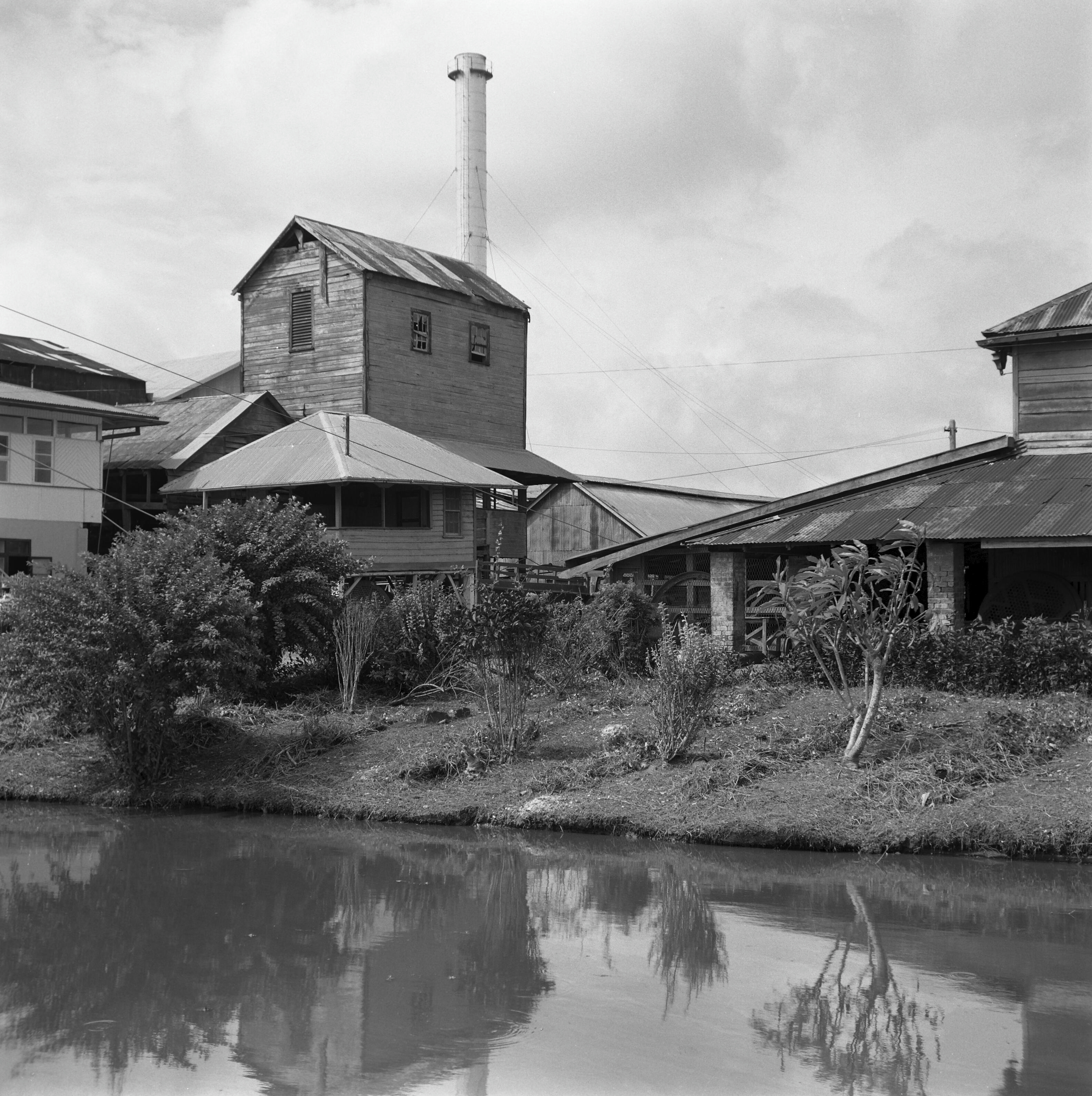
De Suikerfabriek van Waterloo, foto C.L.Temminck Groll, 1967